# Upendra Yadav
Pour les articles homonymes, voir Yadav (homonymie).
Upendra Yadav, né dans le district de Saptari, est un homme politique népalais, président et coordinateur du Forum des droits du peuple madhesi, Népal (ou MJF : « Madhesi Janaadhikar Forum, Nepal »).

## Biographie
Ancien membre du Parti communiste du Népal (maoïste) (PCN-M), Upendra Yadav participe, en 2006, avec d'autres anciens maoïstes et des membres du Congrès népalais ou encore du Parti communiste du Népal (marxiste-léniniste unifié) (PCN-MLU), à la création du Forum, nouvelle formation ayant pour vocation de défendre les droits des populations vivant dans la plaine du Terai et de transformer le pays en une République fédérale.
Le 10 avril 2008, lors de l'élection de l'Assemblée constituante, il est élu député dans la 5e circonscription du district de Morang.
Le 22 août 2008, dans le cadre du programme minimal commun (en anglais : Common Minimum Programme ou CMP) de gouvernement entre les maoïstes, les marxistes-léninistes et le Forum, Upendra Yadav est nommé ministre des Affaires étrangères dans le gouvernement dirigé par Pushpa Kamal Dahal (alias « Prachanda »), lors de la première série de nominations et reçoit ses pouvoirs du Premier ministre, en présence du président de la République, Ram Baran Yadav (sans lien de parenté connu).